# Mandril
Mandrilul este unul dintre cei mai mari paviani și trăiește pe solul pădurilor tropicale ale Africii Centrale și de Vest. Numai masculii adulți au colorația specifică roșu aprins și albastru-lila, femelele au fața de culoare negru-brun. Mandrilul se numără printre primatele puțin numeroase.

## Morfologie și anatomie
- Lungimea corpului: 70-95 cm.
- Lungimea cozii: 7-19 cm.

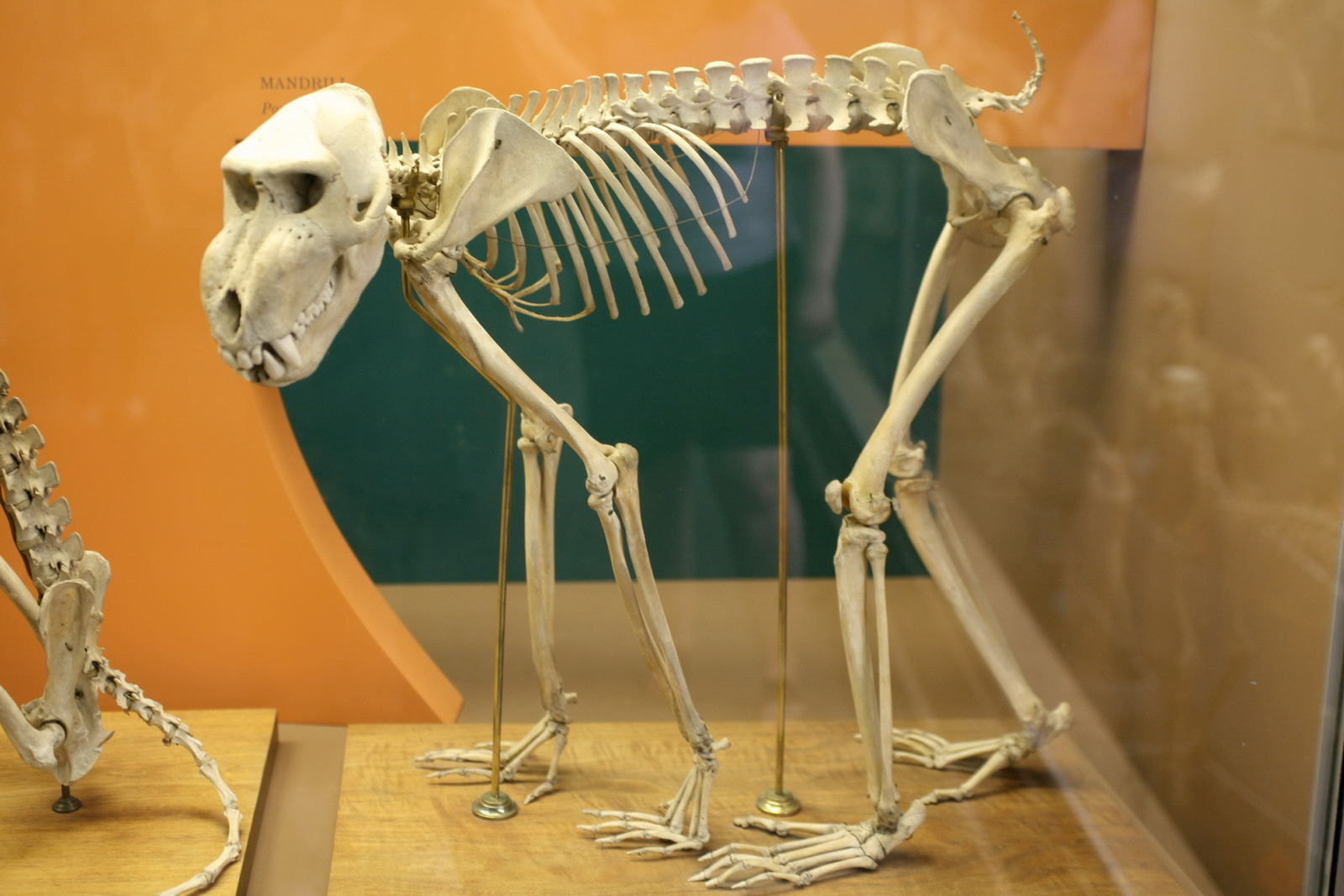
Schelet

- Greutatea corporală: masculul 25-35 de kg, femela aproximativ jumătate.

Masculul adult prezintă colorația specifică mandrililor. Îngroșările cutanate de pe fața și fesierele mandrilului au nuanțe albastre, roșcate și liliacee. În timpul colindării prin pădure, au rol de semnal pentru ceilalți membri ai grupului. Masculul posedă canini lungi și puternici. Aspectul femelelor și al puilor nu este atât de colorat, ca al mandrilului mascul adult. Puii, indiferent de sex, au aceeași culoare ca femelele. Coloritul viu al masculului apare la vârsta de cinci-șase ani, odată cu atingerea maturității sexuale.

## Comportament
Asemeni celorlalți paviani și mandrilul este un animal sociabil, trăind în grupuri de câte 15-200 de exemplare. Cele mai numeroase grupuri se formează în timpul sezonului secetos, când se contopesc mai multe grupuri mici. În fiecare grup se află cel puțin un mascul complet dezvoltat și aproximativ cinci femele împreună cu puii lor. Restul masculilor trăiesc singuratici. Din acest fapt deducem că masculii adulți se luptă pentru rang în cadrul grupului. 
Mandrilii își petrec mare parte a zilei căutând hrană în pădure. În timpul căutărilor, mandrilii comunică unii cu alții prin țipete și diferite sunete mormăite. În caz de pericol aceste sunete au rol de avertizare (de exemplu, în cazul apropierii unui leopard).
În timpul zilei, la anumite intervale, grupul se odihnește. Adulții se folosesc de posibilitatea de a se ocupă de îngrijirea reciprocă a blănii, iar puii se joacă. Îngrijirea reciprocă a blănii are un important rol social în cadrul grupului, ajutând de asemenea la eliminarea ectoparaziților.

## Reproducere
- Maturitatea sexuală: la 4 ani în cazul femelelor
- Perioada de împerechere: femelele sunt fertile la fiecare 33 de zile
- Durata gestației: 30 de săptămâni
- Numărul puilor la o fătare: 1

Urmașii fiecărui grup sunt produși de regulă de masculul dominant cu femelele haremului, cu care se împerechează fără selecție, dacă acestea sunt pregătite. Dispoziția pentru împerechere se poate recunoaște după mărirea în volum a regiunii din jurul cozii femelelor. După o gestație de șapte luni și jumătate, se naște un singur pui. Mama își duce peste tot puiul, în timp ce acesta stă agățat de corpul ei.
Încet-încet puii de mandril încep să-și descopere mediul și să se joace cu ceilalți membri ai grupului. La început masculii au culoarea închisă, căpătând culoarea caracteristică abia după atingerea maturității sexuale.
Femelele rămân de obicei în grupul în care s-au născut, masculii, însă, sunt alungați de către masculul dominant, îndată ce ating maturitatea.

## Alimentație și modul de hrănire
Mandrilii consumă fructe, frunze, rădăcini, semințe, insecte, ouă și mamifere mai mici. La puțin timp după răsărit, pornesc în căutarea hranei. Procesul este condus de masculul adult ce alege și locul de colindat. Majoritatea hranei o găsesc pe sol. 
Asemenea celorlalte maimuțe, precum și omului, degetele mâinii mandrilului se mișcă coordonat, atunci când animalul sapă, pigulește și când își pregătește hrana sau și-o introduce în gură.
Atunci când se coc fructele, vine și vremea culesului. În acest sezon, mandrilii și celelalte specii de maimuțe se strâng în grupuri în copaci. Mandrilii știu exact, în funcție  de sezon, ce tip de hrană se găsește pe teritoriul lor.

## Mod de viață
- Comportament: sociabil, activ ziua
- Sunete emise: trei tipuri de țipete
- Hrana: plante, fructe, rădăcini, semințe, insecte, mamifere mai mici
- Durata vieții: în captivitate atinge și 46 de ani

## Specii înrudite
Există șapte specii de paviani, încadrate în două genuri. Rudă apropiată a mandrilului este maimuța dril (Papio leucophaeus).

## Răspândire

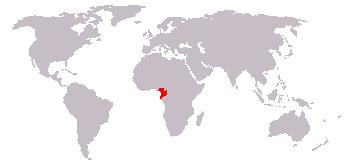
Teritoriul de răspândire al mandrilului

Regiunile silvatice din vestul Africii Centrale, în sudul Camerunului, Gabon și Congo.

## Protecția speciei
Datorită vânatului excesiv și reducerii teritoriului de viață, mandrilul este astăzi pe lista speciilor amenințate cu dispariția. În scopul protejării speciei, ar trebui înființate urgent rezervații naturale.

## Galerie

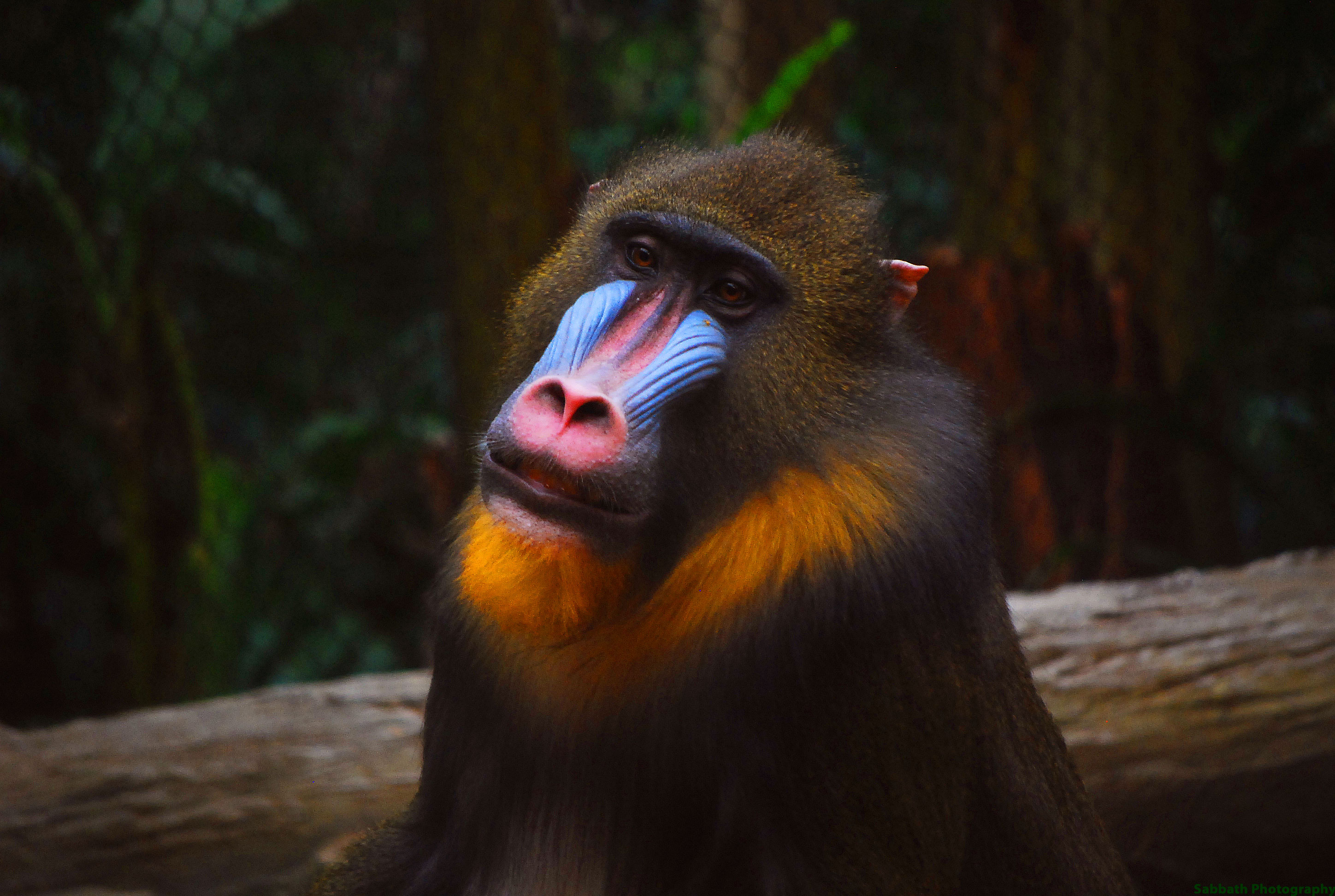
Fața unui mascul
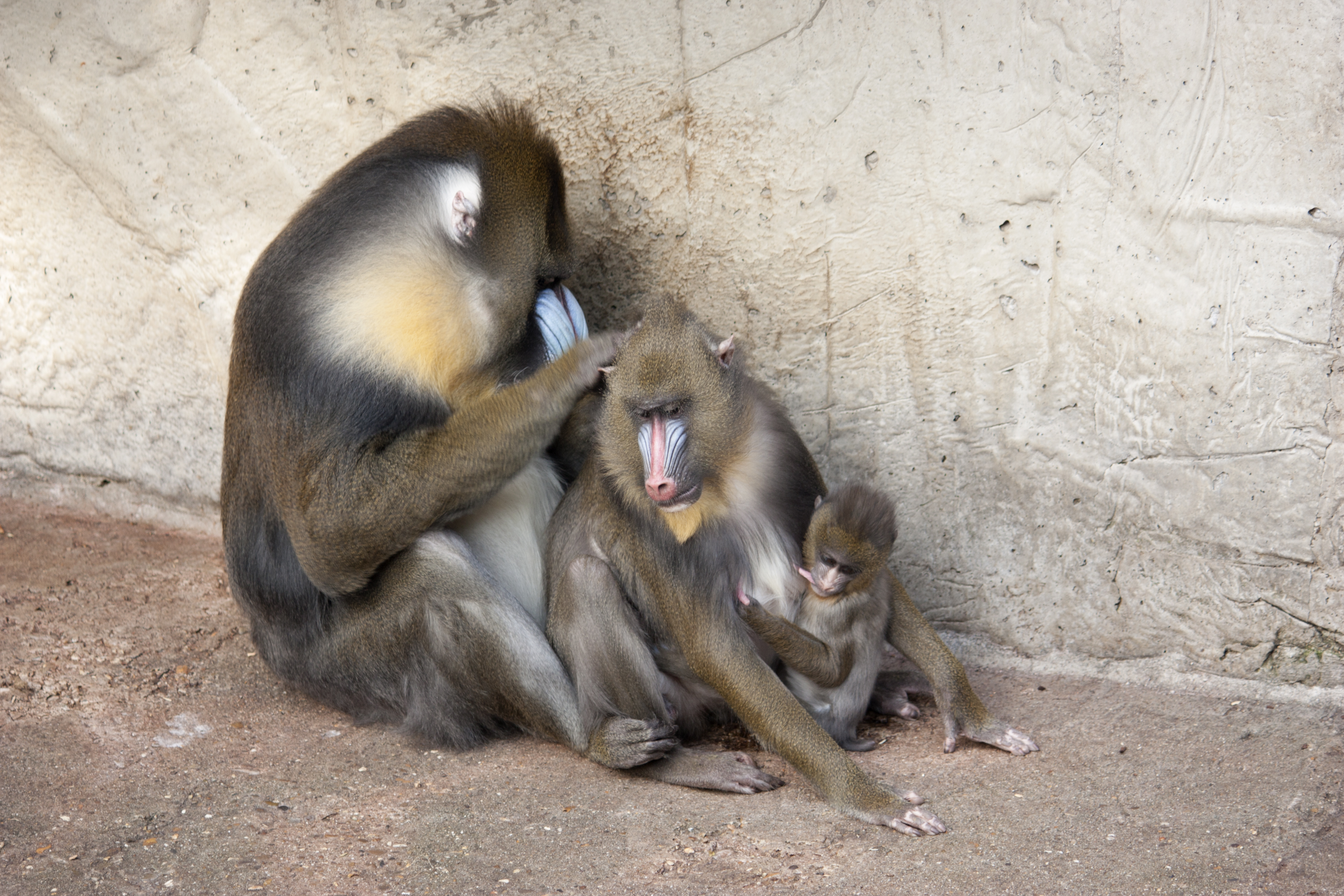
Familie de mandril
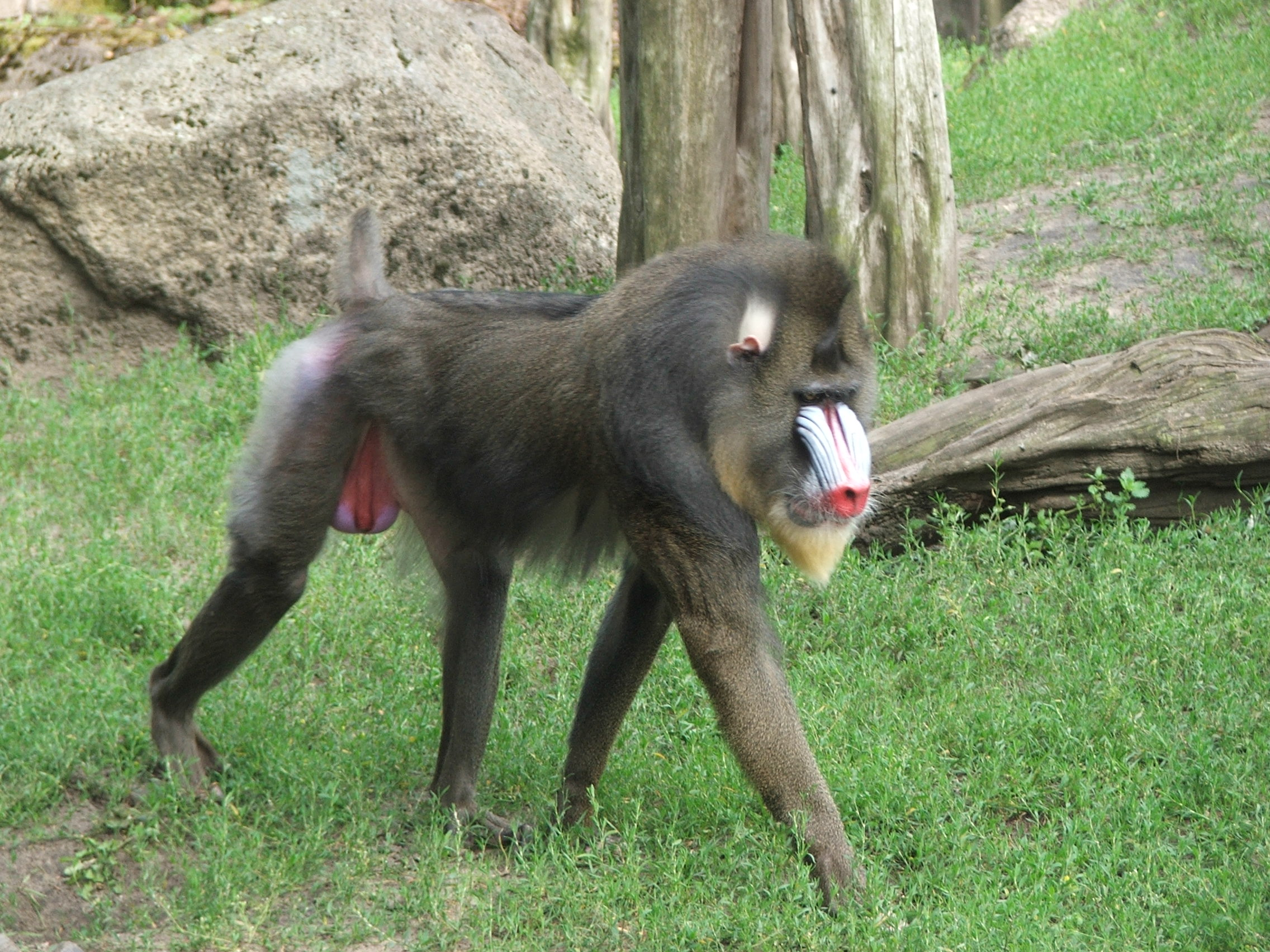
Mascul, vedere generală